# The Dark Side
The Dark Side: Inside Story of How the War on Terror Turned Into a War on American Ideals ist ein Buch von Jane Mayer und setzt sich kritisch mit dem Krieg gegen den Terrorismus der Bush-Regierung auseinander. Es erschien im Juli 2008 bei Doubleday und erreichte nach zwei Monaten (Anfang September 2008) bereits die amerikanischen Bestsellerlisten in den Kategorien gebundene Bücher und Non-Fiction. In der New York Times Book Review wurde das Buch durch Alan Brinkley sehr positiv besprochen.